# Ingrid Bachér
Ingrid Bachér, pseudonimo di Ingrid Schwarze (Rostock, 24 settembre 1930), è una scrittrice tedesca.

## Biografia
Pro-pro-nipote dello scrittore Theodor Storm, ha studiato alla Hochschule für Musik und Theater di Amburgo, e in seguito ha ottenuto una borsa di studio per l'Accademia Tedesca di Villa Massimo a Roma, dove ha soggiornato per 6 anni. Rientrata in Germania in seguito al matrimonio con il pittore Ulrich Erben, è stata un membro del Gruppo 47.
Nei suoi romanzi tema ricorrente è quello del conflitto tra la generazione che ha vissuto nell'epoca del Terzo Reich e la generazione successiva, e il tentativo spesso infruttuoso di comprendere le scelte sbagliate compiute in passato, sia a livello individuale che collettivo. Il suo stile è caratterizzato da una prosa rigorosa, semplice, e spesso fredda. Tra le sue opere più note, Schoner Vogel Quetzal ("Bellissimo uccello Quetzal", 1959) e Ich und Ich ("Io ed io", 1964).